# Wilbur Wright
Wilbur Wright, född 16 april 1867 i Henry County, Indiana, död 30 maj 1912 i Dayton, Ohio, var en amerikansk flygpionjär som utförde den andra flygningen med en motor som kraftkälla. Han var bror till Orville Wright. De två är även kända under benämningen Bröderna Wright, eftersom de delar på äran om utforskandet av aerodynamiken.

## Demonstrationsflygningar
Gemensamt arbetade de efter sina lyckade flygningar att sälja sina idéer och flygplan. 1904 erbjöd de sin flygmaskin Flyer III till US Government och via översten John E. Capper vid Royal Aircraft Factory i Aldershot till den engelska armén. US Government avböjde en affär och när Wrights insåg att britterna bara var ute för att följa utvecklingen av flyget bröt de kontakten med britterna. I början av 1906 slöts ett avtal med franska regeringen angående licenstillverkning av flygplanet. Kontraktsumman löd på en miljon franc, men då fransmännen ej utnyttjat rätten till att tillverka flygplanet betalade man endast garantisumman 25 000 franc 5 april 1906. Ett nytt avtal slöts 3 mars 1908 med fransmannen Lazare Weiller om att bilda ett syndikat La Compagnie Générale de Navigation Aérienne. Wilbur skulle genomföra vissa flygprov och när dessa var klara skulle bolaget sälja och använda Wrights flygmaskiner i Europa. I bolaget ingick även Deutsch de la Meurthe. Bröderna bestämde att Orville skulle bearbeta den amerikanska marknaden som samtidigt öppnades upp medan Wilbur reste till Frankrike.
8 augusti 1908 flög Wilbur sin första demonstrationflygning på hästkapplöpningsbanan Hunaudieres 8 kilometer söder om Le Mans. Bland åskådarna märktes Louis Bleriot, Alberto Santos-Dumont bröderna Gabriel Voisin och Charles Voisin, Leon Delagrange och många andra aktiva flygare. Han startade och steg, gjorde några svängar och landade efter 1 minut och 45 sekunder. Av utrymmesskäl flyttades verksamheten ett par veckor senare till ett militärt övningsfält vid Auvours. Där byggdes även en enkel hangar för hans Flyer IV. 28 september 1908 vann Wilbur ett pris på 5 000 francs genom att flyga 24 varv mellan två märken på 1 kilometers avstånd från varandra. För bedriften fick han franska aéroklubbens guldmedalj. Det franska bolaget tillkännagav att de avsåg att tillverka 50 stycken Flyer IV för den europeiska marknaden, men de la Meurthe och Weiller krävde att Wilbur skulle utbilda tre piloter. Man valde ut de tre volontärerna Greve de Lambert, kapten Lucas de Girardville och Paul Tissander. Eftersom fältet i Auvours inte var lämpligt för skolverksamhet flyttade man till ett större fält i Pau. Men innan flytten till Pau genomförde Wilbur ett försök att vinna Michelins pris på 20 000 francs den 31 december 1908. Han lyckades trots regn och ruskväder genomföra en flygning som varade i 2 timmar och 20 minuter.

## Pilotskola
Till flygskolan i Pau anslöt syskonen Katherine och Orville, där Katherine fungerade som deras sekreterare. Med all publicitet kring Wilburs flygningar besöktes skolan av flera militärattachér och representanter från många länder. Bland eleverna märktes Charles Rolls som efter avslutad utbildning köpte det första exemplaret av Flyer IV som tillverkats i Europa. Våren 1909 åkte Wilbur, Orville och systern Katherine till Rom, där genomförde man en rad flyguppvisningar samt utbildade två italienska officerare till piloter. I maj 1909 reste de alla åter till Dayton för att konstruera ett nytt flygplan som är tänkt för US Army. Efter att försäljningskontraktet är undertecknat i augusti 1909 reste Katherine och Orville till Berlin för att fortsätta marknadsföringen, medan Wilbur som tröttnat på flygning, stannade i USA för att utbilda ett par officerare vid Army signal corps. Efter att de levererat de första amerikanska flygmaskinerna till Förenta staternas armé, beslöt sig Wilbur för att dra sig bort från flygningen och fabriksverksamhet. Han ägnade sig uteslutande åt teoretiska studier och vetenskapliga experiment inom aerodynamiken. Han avled av tyfoidfeber 30 maj 1912. 

## Eftermäle
Asteroiden 11247 Wilburwright är uppkallad efter honom.